# Apennin du Nord
Pour les articles homonymes, voir Apennin (homonymie).
L'Apennin septentrional ou Apennin du Nord est une subdivision de la chaîne des Apennins.
L'Apennin septentrional s’étend du col d'Altare, où il s’unit avec la chaîne alpine, à celui de la Bocca Serriola ou, selon une autre façon de voir, à celui de la Bocca Trabaria, par laquelle la haute vallée du fleuve Tibre et celle du Métaure communiquent entre elles.
Il se subdivise dans les sections régionales de l'Apennin ligure et de l'Apennin tosco-émilien, à son tour distingué en Apennin tosco-émilien au sens strict et en Apennin tosco-romagnol.

## Géologie
La chaîne de l’Apennin septentrional est le résultat de la superposition tectonique de deux ensembles paléo-géologiques divers : une partie interne ligure-émilienne et une partie externe ombro-toscane. L’histoire géologique de cet ensemble est très complexe.
L'ensemble externe est formé d’un socle continental (socle Apulo) formé en grande partie d’ophiolites océaniques, puis translatées de l’ouest vers l’est.
La partie interne ligure-émilienne est issue de l’océan ligure-piémontais au Jurassique et au Crétacé, avec une histoire structurelle très complexe et liée avec l'orogenèse alpine.

## Apennin ligure
L'Apennin ligure commence au col de Cadibone et s’interrompt au col de la Cisa, qui permet la communication entre La Spezia et Parme. Son parcours correspond à la zone ligure, passant de la région de Savone aux environs immédiats de Gênes, et arrive sur la mer Ligure en dénivellation rapide, coupé de brèves vallées, pour la plupart transversales, très peuplées. Le « groupe du Beigua », dans l’entre terre entre Gênes et Varazze, constitue le tronçon le plus étroit de cette cordillère, avec une série de monts, adossés à la mer, d’une hauteur comprise entre 1 000 et 1 300 mètres (du mont Beigua au mont Reixa près du col du Faiallo), formés de roches ophiolitiques à prévalence serpentinite (roche volcanique). En revanche vers la plaine du Pô, l’Apennin présente des ramifications et des vallées plus longues mais moins habitées, parmi lesquelles, le long de la ligne de crête apennienne, sont celles du parc naturel régional du Beigua (région Ligurie), des Capanne di Marcarolo (Bosio, région Piémont), du parc naturel régional de l'Antola, du parc naturel régional de l'Aveto.

## Apennin tosco-émilien

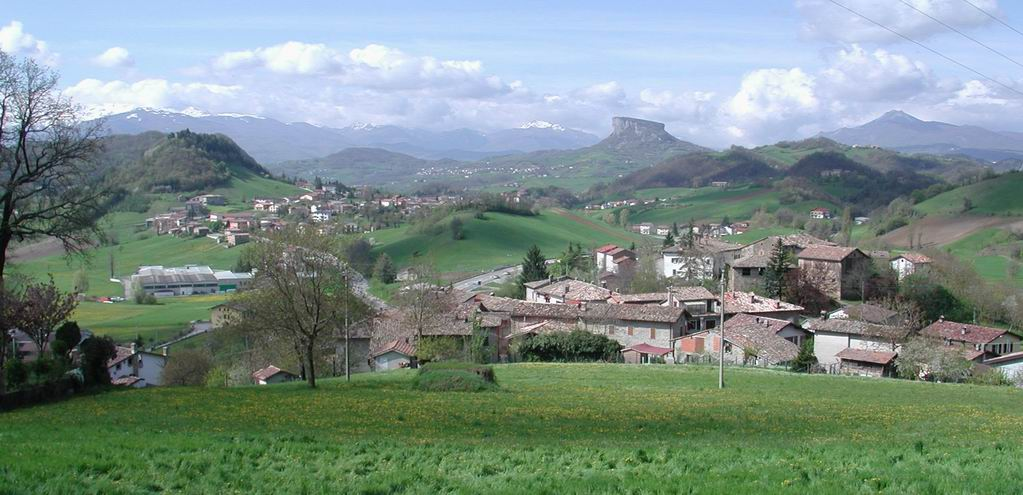
Apennin reggiano : Pietra di Bismantova

L'Apennin tosco-émilien va du col de la Cisa au val de Bocca Trabaria ou à celui de Bocca Serriola. On peut y distinguer un aspect tosco-émilien au sens strict et un aspect tosco-romagnol.
En 2015, l'Apennin tosco-émilien est reconnu réserve de biosphère par l'Unesco.

### L'Apennin tosco-émilien au sens strict
L'Apennin tosco-émilien au sens strict, continue au sud-est du col de la Cisa. Se détachent de ce relief : le mont Cimone (2 165 m), le mont Cusna (2 121 m), le mont Prado (2 054 m), l'Alpe di Succiso (2 018 m), le mont Giovo (1 991 m), le mont Casarola (1 978 m), le mont Rondinaio (1 976 m), le Corno alle Scale (1 945 m) et tant d’autres sommets de presque 2 000 m, site et paysages exceptionnels. La Pietra di Bismantova est intéressante pour sa formation géologique singulière, près de Castelnuovo ne' Monti (RE).

#### Territoires du versant émilien
- Apennin bolonais
- Apennin modénais
- Apennin reggiano
- Apennin parmesan

#### Territoires du versant toscan
Les vallées qui descendent vers le sud sont amples et fertiles :
- la Lunigiana, qui prend le nom de l’antique cité portuaire de Luni (site archéologique) et parcourue par le fleuve Magra ;
- la Garfagnana, au fond de laquelle entre les Alpes apuanes et le mont Cimone coule le Serchio ;
- la Montagna Pistoiese ;
- val de Bisenzio ;
- val de Nievole.

## Apennin tosco-romagnol
L'Apennin tosco-romagnol s’étend sur la Romagne, la Toscane et Saint-Marin. Il part du col de la Futa à l’ouest (au-delà duquel s’étend l'Apennin tosco-émilien), pour finir à l’est contre le mont Maggiore, situé dans l'Alpe della Luna (au-delà duquel se trouve l'Apennin ombro-marchesan). Les cimes les plus élevées sont le mont Falco (1 658 m), le mont Falterona (1 654 m) et le mont Fumaiolo (1 406 m), duquel naît le fleuve Tibre, à proximité du pays de Balze de Verghereto. L'Apennin tosco-romagnol comprend le parc national des Forêts Casentinesi, Mont Falterona et Campigna.

### Territoires de l'apennin tosco-romagnol
- Versant romagnol
  - Apennin d’Imola
  - Apennin de Faenza
  - Apennin de Forli
  - Apennin de Cesena
  - Apennin de Rimini
- Versant toscan
  - Mugello, Alto Mugello et Romagne toscane
  - Casentino
  - Val Tiberina